# مونيكا بدر
مونيكا بدر (بالألمانية: Monika Bader)‏ (و. 1959  م) هي متزحلقة ألمانية، شاركت في الألعاب الأولمبية الشتوية 1980.

## روابط خارجية
- مونيكا بدر على موقع الاتحاد الدولي للتزلج (التزلج على المنحدرات الثلجية) (الإنجليزية)
- مونيكا بدر على موقع أوليمبيديا (الإنجليزية)